# Spogotteria magnoliae
Spogotteria magnoliae är en svampart som först beskrevs av Pier Andrea Saccardo, och fick sitt nu gällande namn av Dyko & B. Sutton 1979. Spogotteria magnoliae ingår i släktet Spogotteria, divisionen sporsäcksvampar och riket svampar.   Inga underarter finns listade i Catalogue of Life.